# Maxime Rodinson
Maxime Rodinson (París, 26 de gener de 1915 - Marsella, 23 de maig de 2004) fou un historiador, lingüista i sociòleg, expert en el món àrab i l'islam. Lingüista, especialista en una trentena de llengües i dialectes i autor d'una extensa obra d'assaig, Maxime Rodinson va ser un orientalista referència, a més d'un activista compromès, sobretot amb la causa palestina.
Nascut el 1915 en París, en una família treballadora jueva, de pare belarús i mare polonesa, Rodinson començà la seva formació com a autodidacta i finalment es doctorà en Lletres a l'Escola de Llengües Orientals i a l'École Practique des Hautes Études França. Fou deixeble de Marcel Cohen, s'especialitzà en llengües semítiques i etíops. El 1937 es va casar, entrà al Partit Comunista i es va incorporar com a becari al Centre Nationale de la Recherche Scientifique, on començà les seves investigacions.
Entre 1940 i 1947 visqué al Líban; durant un any a Saïda com a professor; després a Beirut, com a redactor i bibliotecari de la Mission Archéologique permanent francesa. També feu classes a l'École Supérieure des Lettres de la capital libanesa. Durant la segona guerra mundial els seus pares moriren al camp de concentració d'Auschwitz el 1943. En retornar a París el 1948 ocupà el lloc de bibliotecari a la Bibliothèque Nationale. El 1955 fou nomenat director d'estudis històrics i filosòfics a l'École Practique des Hautes Études.
Entre les seves obres, destaquen “Mahoma” (1961), “Islam i capitalisme” (1966), o “La fascinació de l'islam” (1980), entre d'altres, estudis materialistes de les condicions d'emergència de l'islam, les doctrines sorgides del pensament de Mahoma i les condicions socioeconòmiques de les societats musulmanes, També fou autor d'obres sobre Israel, a més de nombrosos treballs sobre cultura, religió o cuina del món àrab i musulmà. El 1993 publicà dues recopilacions d'articles, “De Pythagore à Lénine” i “L'islam, politique et croyance”, i el 1998, un llibre d'entrevistes, Entre islam et Occident.

## Compromís polític
Maxime Rodinson, fou membre del Partit Comunista de França des de 1937 fins a 1958, en què fou expulsat, crític amb l'estalinisme i en general, poc amic de cap disciplina de partit. Mantindria però el seu enfocament marxista al llarg dels seus estudis. El 1967 es posicionà sobre la qüestió palestina i el 1968 creà amb l'orientalista francés Jacques Berque un grup de recerca i acció a favor de la causa palestina.
Considerant-se un "jueu laic, progressista i internacionalista", es declarà antisionista. Amb el seu article "Israel, fait colonial" (Israel, un fet colonial) publicat l'any 1967 a la revista Les Temps Modernes de Jean-Paul Sartre es destacà com a defensor de la causa palestina, criticà enèrgicament la política de "colonització i humiliació" israeliana amb la creació d'assentaments i reclamà negociacions de pau i el reconeixement dels drets palestins. Fou també molt crític del règim fonamentalista de Khomeini a l'Iran. Fou defensor del diàleg l'enfortiment dels lligams entre els pobles de les dues ribes de la Mediterrània.
Per Gérard Khoury, investigador de l'Institut d'Études du Monde Arabe et Musulman, Rodinson, "amb les seves obres rigoroses, científiques i a la vegada accessibles, contribuí a modificar la interpretació sectària de l'Islam que el considera incapaç d'incorporar-se a la modernitat".

## Obra
- 1949 : Recherches sur les documents arabes relatifs à la cuisine. Paris, Geuthner (extrait de la Revue des études islamiques, vol. XVII).
- 1957 : L'Arabie avant l'islam, in Histoire universelle. T. II, Paris, Gallimard («Encyclopédie de la Pléiade») : 3-36 et 1637-1642.
- 1961 : Mahomet. Paris, Club français du livre; édition revue et augmentée : 1968, Seuil («Politique»).
- 1962 : La lune chez les Arabes et dans l'Islam, in La Lune, mythes et rites. Paris, Seuil : 151-215.
- 1963 : Les Sémites et l'alphabet, Les écritures sud-arabiques et éthiopiennes et Le monde islamique et l'extension de l'écriture arabe, in L'Écriture et la psychologie des peuples. Paris, Armand Colin :131-146 et 263-274.
- 1966 : Islam et capitalisme. Paris, Seuil.
- 1967 : Magie, médecine et possession à Gondar. Paris-La Haye, Mouton.
- 1967 : «Israël, fait colonial ?», Les Temps Modernes, no 253 bis : 17-88.
- 1968 : Israël et le refus arabe, 75 ans d'histoire. Paris, Seuil («L'Histoire immédiate»).
- 1972 : Marxisme et monde musulman. Paris, Seuil.
- 1974 : (en collaboration avec J. Berque, J. Couland, L.-J. Duclos et J. Hadamard) Les Palestiniens et la crise israélo-arabe. Textes et documents du Groupe de recherches et d'action pour le règlement du problème palestinien (GRAPP), 1967-1973. Paris, Éditions sociales.
- 1979 : Les Arabes. Paris, PUF.
- 1980 : La Fascination de l'Islam, Paris, Maspero («Petite collection»).
- 1981 : Peuple juif ou problème juif ? Paris, Maspero («Petite collection»).
- 1993 : L'Islam : politique et croyance. Paris, Fayard.
- 1993 : De Pythagore à Lénine : des activismes idéologiques. Paris, Fayard.
- 1998 : Entre Islam et Occident (entretiens avec Gérard D. Khoury). Paris, Les Belles Lettres.
- 2005 : Souvenirs d'un marginal. Paris, Fayard.